# VII Concili de Toledo
El setè Concili de Toledo fou una reunió general dels bisbes de les províncies del Regne de Toledo celebrada el 646.
Fou inaugurat el 18 de novembre del 646, i hi van assistir quaranta-un bisbes (personalment o per delegació), en el qual la llei sobre la traïció va ser ratificada afegint-se el càstig d'excomunió per als culpables, i es va parlar de les activitats dels refugae, en les quals prenien part alguns clergues (que podria ser un reflex de l'oposició del clero, favorable a Tulga, al rei Khindasvint). Per a evitar aquesta participació, es va establir que qualsevol clergue, independentment del seu rang dins de la jerarquia eclesiàstica, que acudís a un país estranger per desenvolupar activitats contràries al rei i als gots, o que ajudés un laic a actuar en tal forma, seria degradat i convertit en penitent perpetu (sols se li donaria la comunió al final de la seva vida); qualsevol clergue tenia prohibit administrar sagraments al penitent, i aquell que ho fes, fins i tot sota ordre directa del rei, seria anatematitzat i estaria subjecte a les mateixes penes que el beneficiat; les propietats del culpable passarien al tresor, i si el rei decidia tornar-li els seus béns, sols podria fer-ho en un màxim del vint per cent. En el cànon primer del Concili els bisbes declaraven que si un laic es rebel·lava i es proclamava rei, tot bisbe i sacerdot que l'hagués ajudat seria excomunicat, i es recordava el gran nombre de clergues que no havien mantingut el seu jurament de fidelitat; si l'usurpador aconseguia aconseguir el tron i, per tant, no podia castigar-se als clergues que el van ajudar, serien castigats quan l'usurpador morís: semblaria que el cànon estava dirigit contra el mateix rei i es referís a l'enderrocament de Tulga per Khindasvint. Els Bisbes eren contraris clarament a la cooperació amb forces estrangeres per arribar al poder o perjudicar el Regne, i aquells que ho fessin eren condemnats a més amb l'excomunió, la qual no podria ser suspesa pel rei quan hagués estat imposada a traïdors (laics o clergues) menys si els bisbes ho sol·licitaven; si el rei no respectava aquestes normes, era culpable de traïció a la fe catòlica.
En aquest Concili va ser nomenat Arquebisbe de Braga Fructuós, que era Bisbe de Dumium.
Altres normes aprovades foren:
- Bisbes a Toledo. Una curiosa norma del Concili establia que els bisbes de les seus pròximes a la capital del Regne, haurien de passar un mes a l'any a Toledo, per reverenciar al rei i en honor de la seu real i consol del bisbe metropolità. La seva estada no podia coincidir amb els mesos de recol·lecció de la verema. S'ignora perquè volia tenir el rei a algun bisbe de la zona a la capital a més del metropolità. Com no es fixen els mesos que havien d'acudir (sinó sols els mesos que no devien fer-ho) podia donar-se el cas que no acudissin tots els bisbes simultàniament sinó que sols dos, un o cap havien d'estar presents (només mitja dotzena de bisbats eren pròxims a la capital; els de tota la província serien poc més de la vintena, vint-i-un -més el metropolità- segons les llistes); per tant la seva utilització com un Consell consultiu no sembla probable (hi havia uns nou bisbats en la Bètica, uns dotze en Lusitània, uns vuit a Galícia, uns catorze a la Tarraconense i set a la Narbonense, a més dels corresponents arquebisbats; alguns bisbats van poder tenir caràcter temporal, car la llista de tots els coneguts arriba a vuitanta-dos). Si Khindasvint desconfiava del clero i volia mantenir-lo temporalment desvinculat de les seves diòcesis, hauria estès la mesura a les altres províncies. La insistència del rei a nomenar metropolità de Toledo a Eugeni II en morir l'anterior metropolità Eugeni I (malgrat els precs de Brauli, que estava gairebé cec i havia confiat el govern de la seva seu al seu ardiaca) podria estar relacionada amb la mesura, si Eugeni -al qual se suposa d'una família hispanoromana de Toledo- era una personalitat d'idees pròximes a les del rei, però això sembla demostrat que no era així. Gairebé alhora el rei va nomenar bisbe a Fructuós (d'una família de l'alta noblesa a la qual va pertànyer el rei Sisenand), que deixava traslluir la seva preocupació per certs rebels; i és probable que Audax de Tarraco (que havia estat nomenat per Sisenand) tampoc fora molt favorable al rei. Potser l'elecció dels dos metropolitans es va fer a causa de la seva gran popularitat i fama de santedat i no per les seves simpaties polítiques, i la presència de bisbes en la cort fora sols per donar major realç al protocol real i metropolità, en línia amb la introducció de cerimonials més sofisticats a la cort.

- Ermitans vagabunds. En el concili es va tocar el tema de la conducta irregular que observaven els ermitans vagabunds. Es va decidir que haurien de recloure's en els convents del seu ordre per evitar els atropellaments que cometien i les queixes que donaven lloc.

- Drets de visita. El Concili va establir que els bisbes de Galícia no podrien percebre més de dos sous pels drets de visita a cada parròquia, i les esglésies monàstiques estarien exemptes de pagament. En les seves visites anuals el bisbe no podria portar un seguici de més de cinquanta persones ni quedar-se més d'un dia en cada parròquia.